# Fatouville-Grestain
Fatouville-Grestain ist eine französische Gemeinde mit 710 Einwohnern (Stand: 1. Januar 2022) im Département Eure in der Region Normandie. Sie gehört zum Arrondissement Bernay und ist Teil des Kantons Beuzeville. Die Einwohner werden Fatouvillais genannt.

## Geografie
Fatouville-Grestain liegt etwa 15 Kilometer ostsüdöstlich von Le Havre an der Seine, die die Gemeinde im Norden begrenzt. Umgeben wird Fatouville-Grestain von den Nachbargemeinden Saint-Vigor-d’Ymonville im Norden, Berville-sur-Mer im Nordosten, Saint-Pierre-du-Val im Süden und Osten sowie Fiquefleur-Équainville im Süden und Westen.

## Bevölkerungsentwicklung
| 1962                      | 1968 | 1975 | 1982 | 1990 | 1999 | 2006 | 2013 |
| ------------------------- | ---- | ---- | ---- | ---- | ---- | ---- | ---- |
| 434                       | 361  | 406  | 494  | 507  | 536  | 669  | 761  |
| Quelle: Cassini und INSEE |      |      |      |      |      |      |      |

## Sehenswürdigkeiten
- Kirche Saint-Martin aus dem 12./13. Jahrhundert, Monument historique seit 1954
- Kapelle Saint-Martin in Carbec
- Pfarrhaus in Carbec
- früheres Kloster Notre-Dame von Grestain, um 1040 gegründet, 1766 zerstört, seit 1975 Monument historique
- Herrenhaus La Pommeraye
- Herrenhaus Le Feugré
- Leuchtturm von Fatouville aus dem 19. Jahrhundert, seit 2011 Monument historique

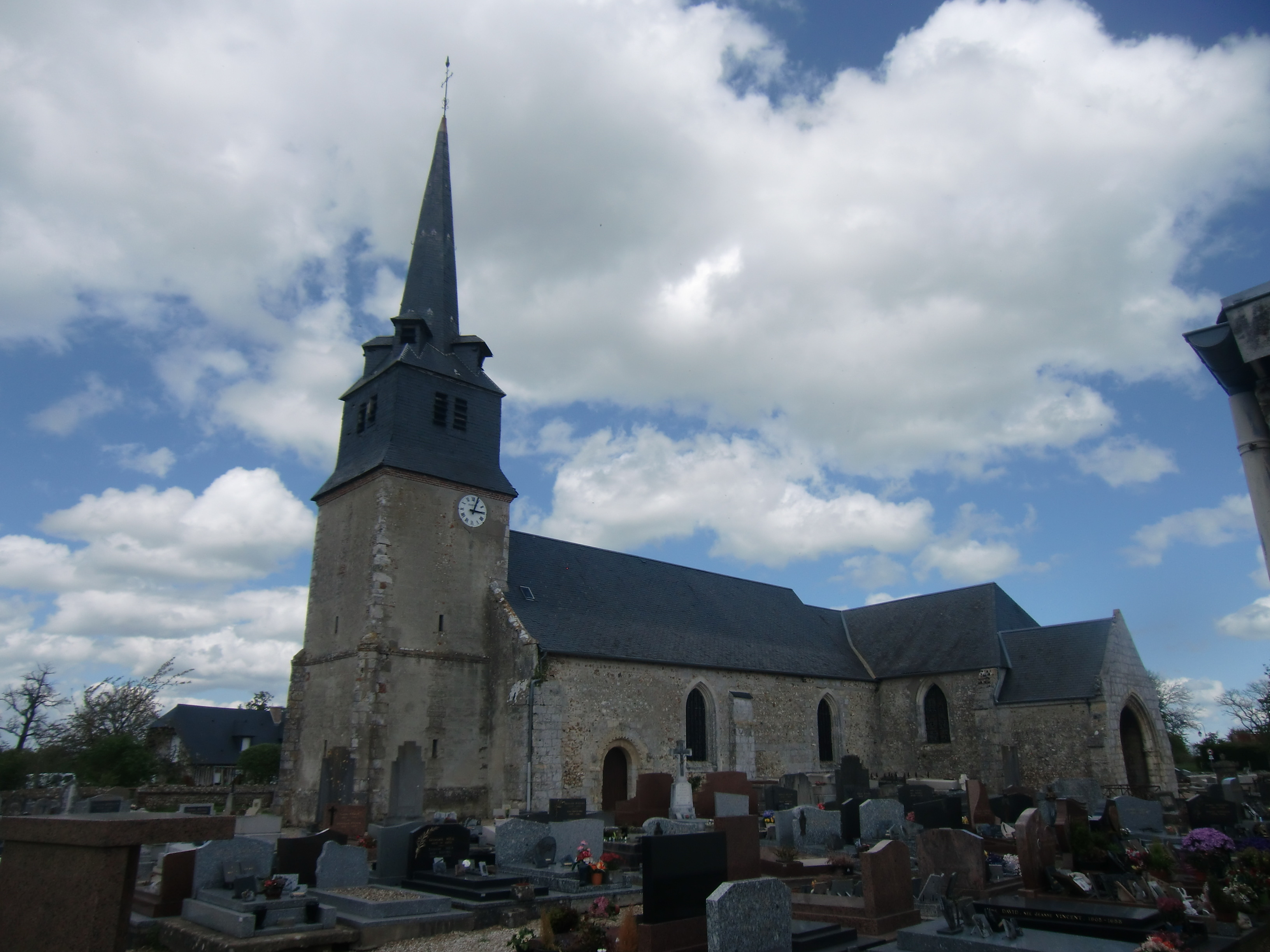
Kirche Saint-Martin
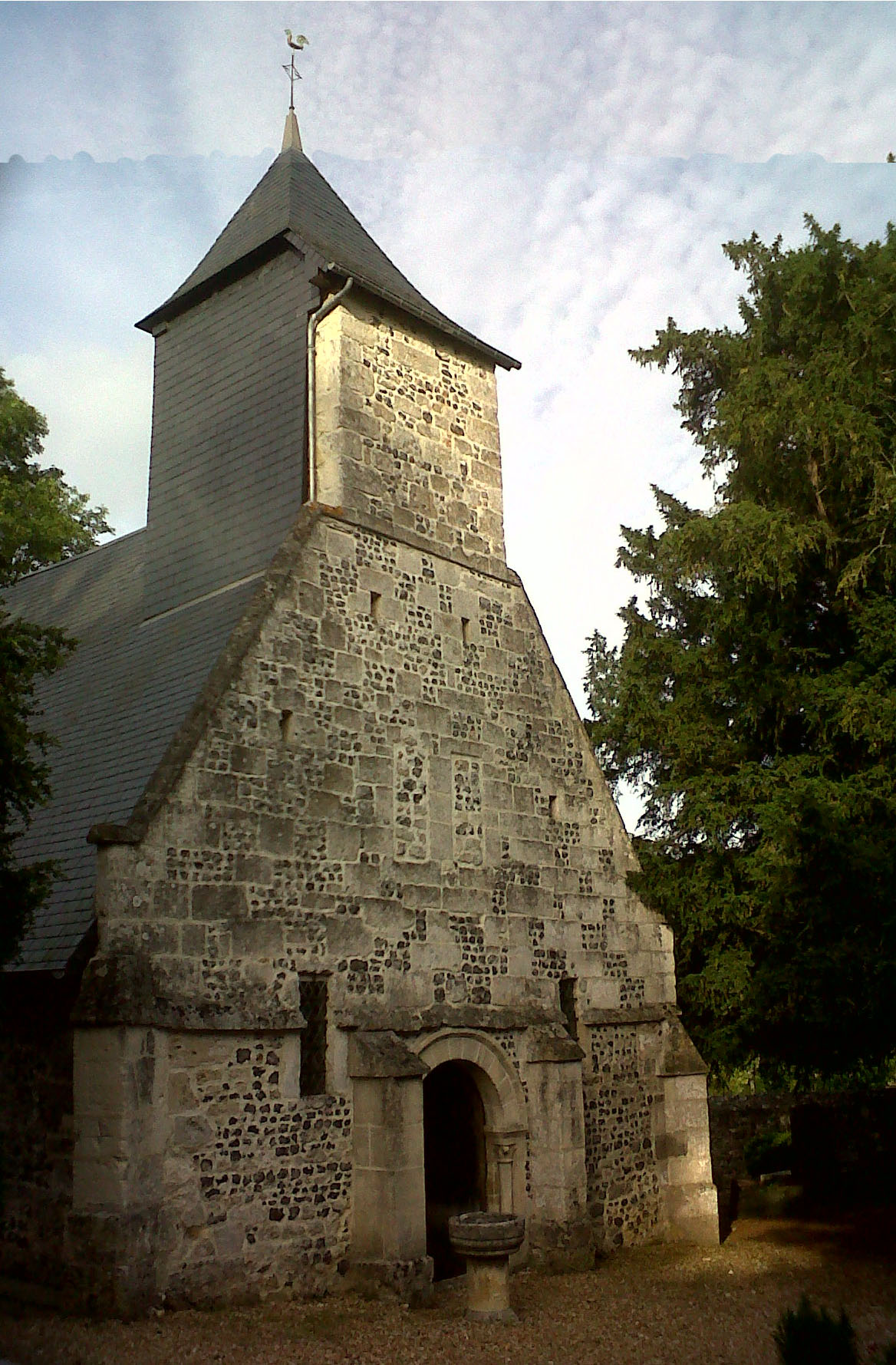
Kapelle Saint-Martin in Carbec
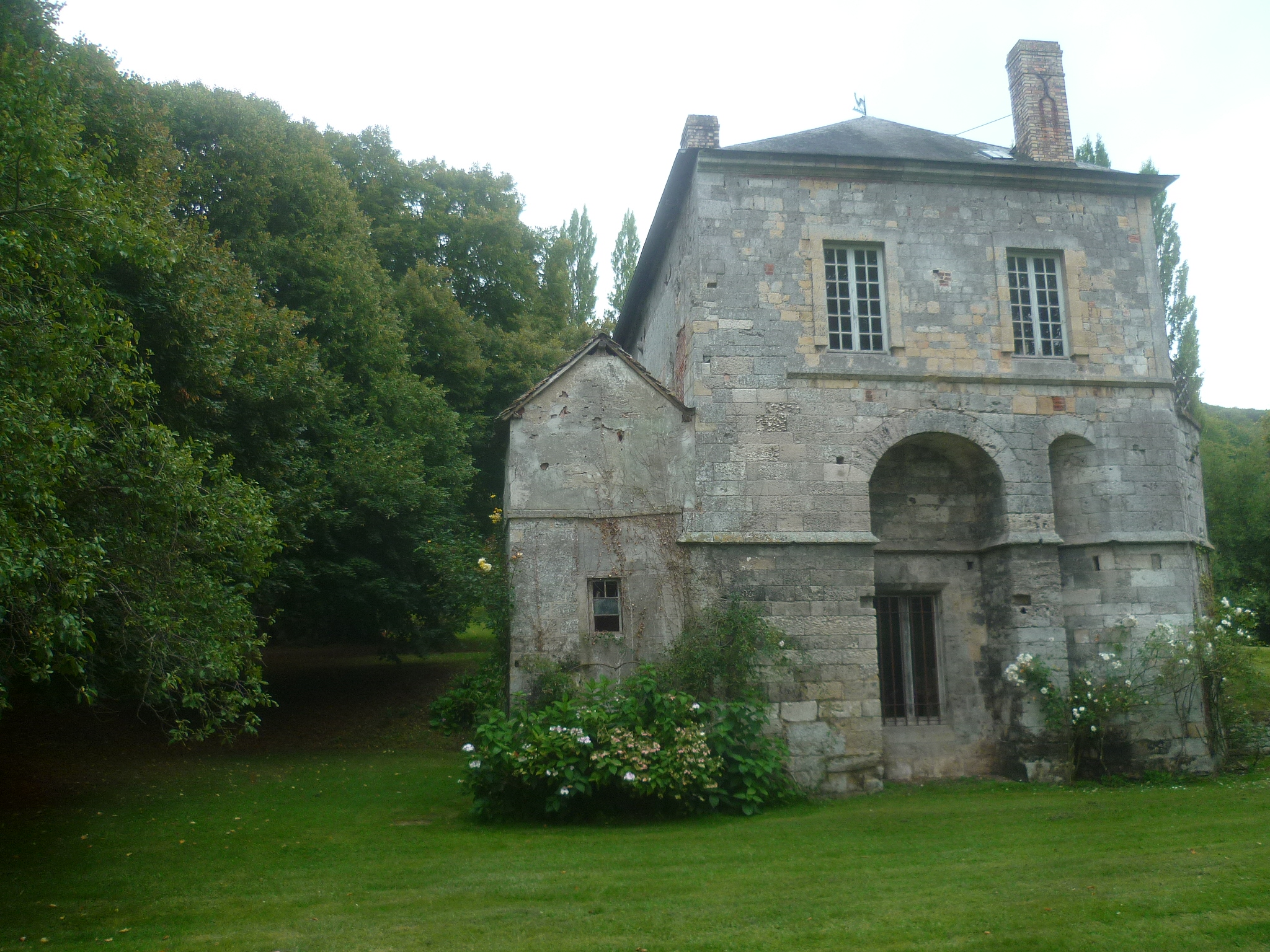
Reste des Klosters von Grestain
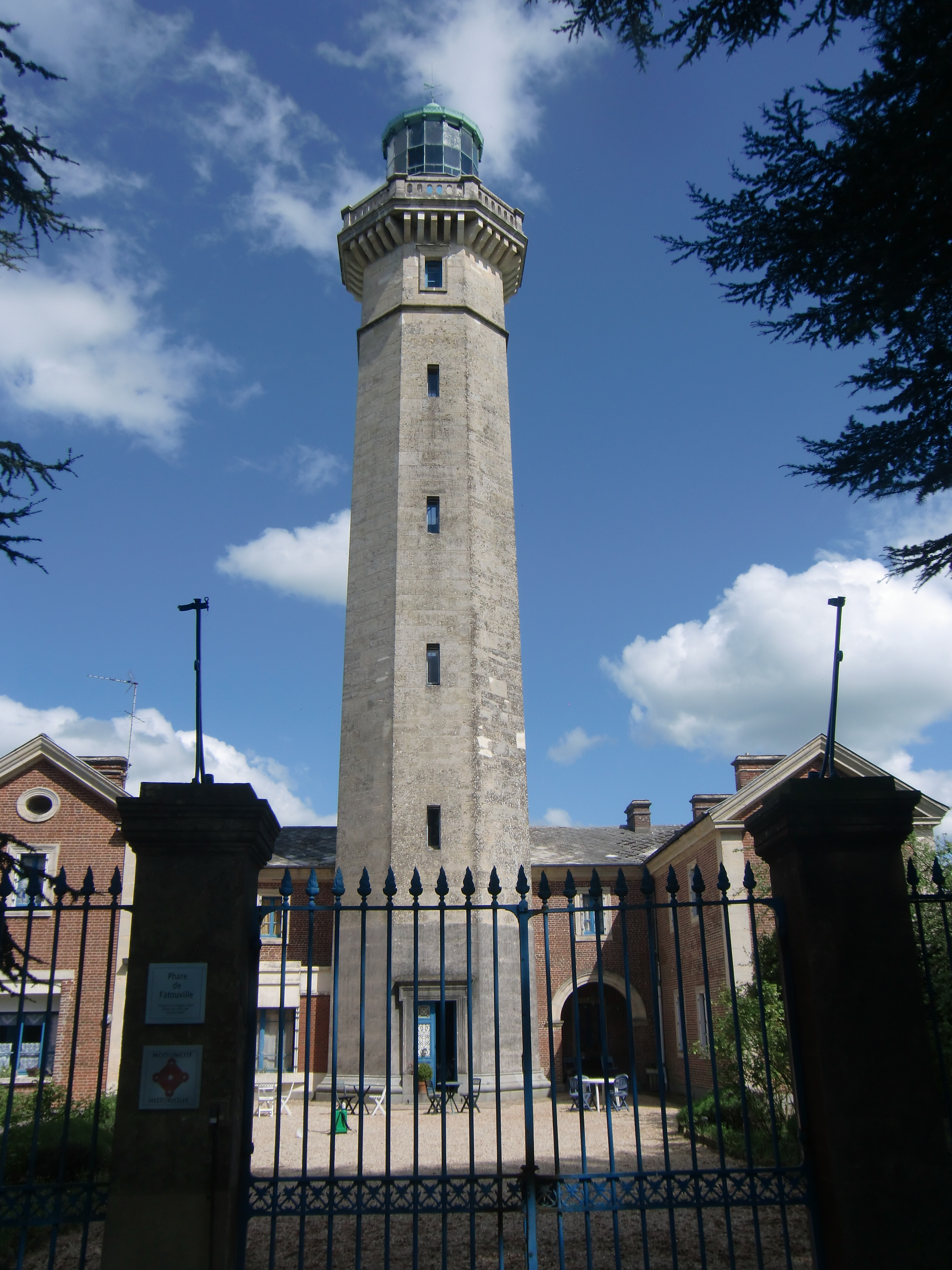
Leuchtturm von Fatouville